# Golgotha (Oratorium)

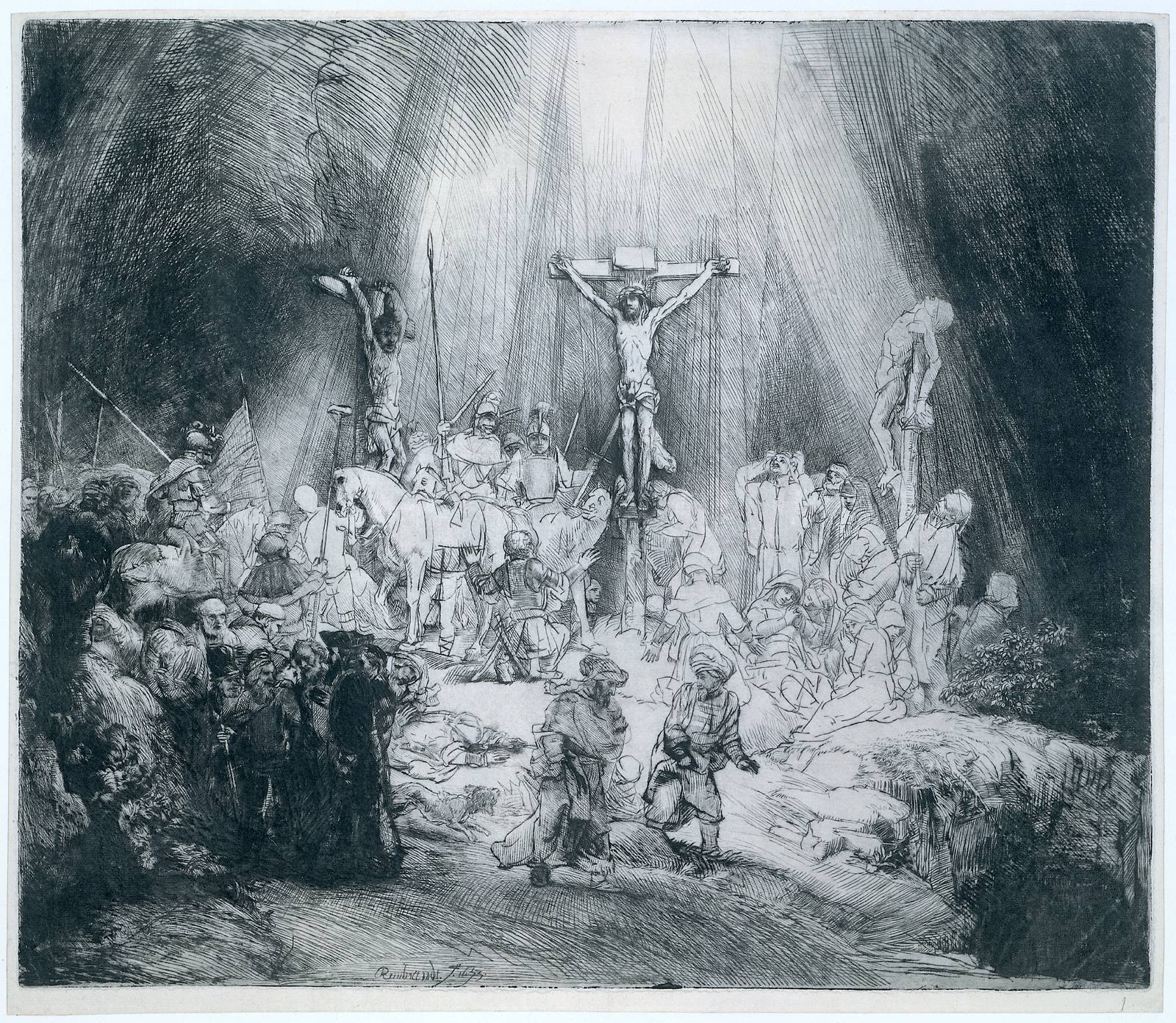
Rembrandt van Rijn: Die drei Kreuze. Radierung, 1653

Golgotha ist der Titel einer als großbesetztes Oratorium gestalteten Passion des Schweizer Komponisten Frank Martin (1890–1974). Das Werk entstand 1945 bis 1948 und wurde 1949 in Genf uraufgeführt.

## Entstehung
Kurz nach Abschluss seines Oratoriums In terra pax begann Frank Martin im Sommer 1945 in Genf ohne äußeren Auftrag mit der Komposition von Golgotha. Dieses ist ähnlich besetzt, jedoch deutlich ausgedehnter angelegt. Wesentliche Inspirationsquelle war für ihn die Beschäftigung mit der Radierung Die drei Kreuze des Niederländers Rembrandt: „Seitdem ich dieses Bild erblickt hatte, wurde ich von dem Wunsche verfolgt, ein Bild der Passion nach meinen Kräften darzustellen. […] Am liebsten hätte ich diese ganze ebenso schreckliche wie herrliche Tragödie in einem ganz kurzen Werk eingefangen, genau wie Rembrandt sie auf ein kleines bescheidenes Papier-Viereck gebannt hatte. Sehr schnell wurde mir aber klar, daß ein musikalisches Werk andere Ansprüche stellt als ein Kupferstich oder gar ein Gedicht. […] Ich sah mich daher gezwungen, auf den Gedanken eines Oratoriums zurückzugreifen […].“
Gegenüber dem Vorbild Johann Sebastian Bach grenzte sich Martin folgendermaßen ab: „Sein [Bachs] Werk ist Kirchenmusik, er schrieb es für seine Kirche, und so scheint kaum ein Zweifel daran zu bestehen, dass seine Passionen vor allem die Empfindungen der Gläubigen angesichts der Leidensgeschichte zum Ausdruck bringen. Das Golgotha, das zu vollenden ich mir vorgenommen habe, versucht das Ereignis als solches darzustellen, wobei es dem Hörer überlassen bleibt, die Lehre daraus zu ziehen. Das Oratorium ist zwar dazu bestimmt, in einer Kirche aufgeführt zu werden, aber es ist keine Kirchenmusik. […]“
Die Partitur nennt als Abschlussdatum und -ort den 8. Juni 1948 und Amsterdam (Martin war damals bereits von der Schweiz in die Niederlande übersiedelt). Die Uraufführung fand am 29. April 1949 in Genf mit dem Orchestre de la Suisse Romande und der Société de Chant Sacré unter Leitung von Samuel Baud-Bovy statt. 1949 erfolgte die Drucklegung durch die Universal Edition.

## Besetzung
Das laut Partiturangabe etwa 85-minütige Werk (45 Minuten für Teil 1, 40 Minuten für Teil 2) verlangt fünf Solostimmen (Sopran, Alt, Tenor, Bariton und Bass), einen bis zu achtstimmigen Chor und großes Orchester folgender Besetzung: 2 Flöten (2. auch Piccoloflöte), 2 Oboen (1. auch Oboe d’amore ad libitum, 2. auch Englischhorn), 2 Klarinetten (2. auch Es-Klarinette), 2 Fagotte, 4 Hörner, 2 Trompeten, 3 Posaunen, Pauken, Schlagwerk (2 Spieler), Orgel, Klavier und Streicher.

## Beschreibung
Das Oratorium Golgotha umfasst zehn Abschnitte, die in zwei Hauptteilen zusammengefasst sind. Sie behandeln die Passionsgeschichte von der Ankunft Christi in Jerusalem bis zur Auferstehung. Martin stellte hierzu Verse aus allen vier Evangelien zusammen, ergänzt durch kontemplative Texte, die er den Schriften des Augustinus von Hippo entnahm.
Die einzelnen Abschnitte des im Original französischsprachigen Werks sind folgendermaßen überschrieben:
Erster Teil:
1. Chœur d’introduction („Eingangschor“)
2. Les Rameaux („Das Palmfest“)
3. Le Discours du Temple („Der Disput im Tempel“)
4. La Sainte Cène („Das Heilige Abendmahl“)
5. Gethsémané („Gethsemane“)

Zweiter Teil:
1. Méditation („Meditation“)
2. Jésus devant le Sanhédrin („Jesus vor dem Hohenpriester“)
3. Jésus devant Pilate („Jesus vor Pilatus“)
4. Le Calvaire („Kalvarienberg“)
5. La Résurrection („Die Auferstehung“)

Frank Martin hatte bereits mit dem 1942 uraufgeführten Oratorium Le vin herbé zu einer persönlichen Tonsprache gefunden. Ein Kritiker der Uraufführung von Golgotha fand in dem Werk verschiedenste Elemente vereinigt: gregorianische Psalmodie und Arioso mit obligatem Soloinstrument, kontrapunktischen Satz mit Homophonie nach Art Palestrinas, Schönbergsche Zwölftontechnik mit perfekten Konsonanzen und dem Volkslied entlehnte Rhythmen und Melodien.
Der Eingangschor verweist mit ostinater Motivik und dreifacher Anrufung des Herrn deutlich auf den Eröffnungssatz der Johannespassion Bachs. Den folgenden Satz eröffnet der als Evangelist fungierende Solobass, bevor Soli und Chor mit Hosanna-Rufen einfallen. Die folgenden Jesusworte sind dem Bariton anvertraut. Besonderes Gewicht liegt auf der sich dramatisch steigernden Anklage Jesu gegen die Schriftgelehrten und Pharisäer im Tempel, der sich eine kammermusikalisch instrumentierte Meditation des Solosoprans, teils dialogisierend mit der Soloflöte, anschließt. Die schlicht und ohne Chorbeteiligung gehaltene Abendmahlsszene bereitet eine von resignativer Atmosphäre geprägte Szene im Garten Gethsemane vor. Die Gefangennahme Jesu wird von einem polyphonen Solistenensemble mit Chor beklagt, in dem das Klavier perkussive Akzente setzt.
In der Meditation, die den zweiten Teil mit Solofagott über Streichern im piano eröffnet, dialogisieren Altsolo und Chor. Mit Jesus vor dem Hohepriester – der Chor wird hier stellenweise 12-stimmig – und Jesus vor Pilatus folgen zwei Volksszenen von teils hoher Dramatik. Der Bericht über die Kreuzigung selbst ist demgegenüber sehr zurückgenommen besetzt und zunächst dem Chor (ausgenommen Sopran) anvertraut. Der attacca und im Fortissimo einsetzende Schlusschor kann als „Meisterstück moderner Vokalmusik“ gelten und blickt auf das österliche Geschehen voraus, beginnend mit dem Pauluswort „O Tod, wo ist dein Stachel“, und führt von teils scharfen Dissonanzen zum hymnischen Schluss in reiner Durakkordik.